# Lille stjernetop
Lille stjernetop (Deutzia gracilis) er en lille, løvfældende busk med en meget rig blomstring af hvide (hos visse sorter dog svagt lyserøde) blomster. Busken bliver brugt meget ofte i haver og parker på grund af den kompakte vækst og den kraftige blomstring. Planten er fuldt hårdfør i Danmark.
Lille stjernetop er en løvfældende busk med en stift opret og fingrenet vækst. Barken er først lyst grågrøn, men senere bliver den rødbrun med grå korkporer. Blomsterbærende skud er derimod glatte og olivengrønne. Gamle grene får til sidst en bark, der er afskallende i tynde flager. Knopperne er tilliggende, spidste og gråbrune. Bladene er modsat stillede og lancetformede til smalt ægformede med lang spids og tandet rand. Oversiden er grågrøn, mens undersiden er lysere og mere grå. Begge bladsider er ru af stive hår. Blomstringen foregår i maj-juni, hvor man finder blomsterne samlet i oprette stande fra bladhjørnerne. De enkelte blomster er 5-tallige og regelmæssige med hvide kronblade og gule støvdragere. Frugterne er kapsler med mange frø.
Lille stjernetop når en højde på ca. 1,50 m og en kronebredde på ca. 1,00 m (ældre eksemplarer kan dog få større kronebredde end deres højde).
Rodsystemet består af nogle få grovrødder og mange, højtliggende finrødder.

## Hjemsted
Lille stjernetop hører hjemme i skove, buskadser og krat på bjergene i Japan (Honshu, Shikoku og Kyushu) og på Taiwan. Her vokser den i fuld sol eller let skygge på sur til neutral og veldrænet, men alligevel fugtig jordbund.

## Galleri
- Blade
- Skudbygning
- Blomster
- Frugt
- Vækstform